# United States Ram Fleet
Die United States Ram Fleet (Widderschiffe der Vereinigten Staaten) war eine kleine Gruppe von Ironclad-Kriegsschiffen auf dem Mississippi River während des amerikanischen Bürgerkriegs.
Im März 1862 autorisierte die U.S. Army den bekannten Zivilingenieur Charles Ellet Jr., eine Flotte von Dampf-Widderschiffen für den Einsatz auf den Westlichen Flüssen aufzubauen. Ellet konvertierte verschiedene, leistungsstarke Fluss-Schlepper zu Rammschiffen, indem er den Rumpf für diesen Zweck massiv verstärkte. Der Aufbau sowie die Heizkessel besaßen nur eine geringe Panzerung, und die Schiffe erhielten ursprünglich keine Artillerie.
Im Rang eines Obersts führte Ellet seine Widderschiffe am 6. Juni 1862 in der Schlacht von Memphis, wo sie einen bedeutenden Beitrag zum Sieg der Union über die River Defense Fleet der Konföderierten leisteten. Oberst Ellet starb einige Tage nach der Schlacht an den Folgen einer Schusswunde, die er sich im Kampf zugezogen hatte.
Alfred Washington Ellet, sein jüngerer Bruder, übernahm das Kommando über die Widderschiffe, und sie waren bis ins nächste Jahr hinein prominente Gefechtsteilnehmer in den Aktionen bei Vicksburg (Mississippi) und flussabwärts davon. Alfred Ellets Flotte gehörte rein technisch und operativ zur Army – und dies auch nach dem Transfer zur Western Gunboat Flotilla (welche ein Teil der Navy war), und die Rammschiffe operierten großteils unabhängig vom Kommando der Seestreitkräfte.
Nach dem Niedergang der Konföderierten-Flotte mussten die Widderschiffe keine feindlichen Wasserfahrzeuge mehr versenken, und Ellets Flotte wurden in der Mississippi Marine Brigade für amphibische Einsätze verwendet. Im August 1864 wurde Alfred Ellets Schiffsgruppe aufgelöst.
Im Krieg gegen die Union verwendeten die Konföderierten ebenfalls Rammschiffe.
Die U.S. Ram Fleet besaß die folgenden Schiffe:
- USS Lancaster
- USS Monarch
- USS Queen of the West
- USS Switzerland
- USS Lioness
- USS Mingo
- USS Samson
- USS Fulton
- USS T.D. Horner

## USS Switzerland
1854 in Cincinnati, Ohio, als 413 Tonnen schwerer Seitenrad-Schlepper gebaut, wurde sie von März bis Mai 1862 zu einem Rammschiff umgebaut. Sie spielte eine entfernte Rolle in der Flussschlacht von Memphis (Tennessee) des 6. Juni 1862. Später wurde sie bei Operationen auf dem Yazoo-Fluss und gegen Vicksburg eingesetzt.
Am 25. März 1863 wurde sie bei der Passage der Vicksburger Befestigung schwer beschädigt und konnte dennoch sechs Tage später die Festungen von Grand Gulf, Mississippi, passieren. Das Schiff wurde im Oktober 1865 verkauft und diente bis ca. 1870 als Handelsschiff „Switzerland“.